# Vendimia Planitia
La Vendimia Planitia è una struttura geologica della superficie di Cerere.